# Aron Belașcu
Aron Belașcu (n. 15 martie 1943) este un fost senator român în legislatura 2000-2004, ales în județul Sibiu pe listele partidului PRM. În cadrul activității sale parlamentare, Aron Belașcu a fost membru în grupurile parlamentare de prietenie cu Republica Africa de Sud și Republica Azerbaidjan. Aron Belașcu a înregistrat 72 de luări de cuvânt și a fost  vicepreședinte în comisia juridică, de numiri, disciplină, imunități și validări.  

## Legături externe
- Aron Belașcu Arhivat în 17 august 2016, la Wayback Machine. la cdep.ro